# Eric Ávila
Eric Humberto Ávila (San Diego California, Estados Unidos; 19 de mayo de 1984) es un exfutbolista estadounidense de ascendencia mexicana. Jugaba de centrocampista.

## Trayectoria

### FC Dallas
Ávila firmó con la Generation Adidas y fue seleccionado por el FC Dallas en el SuperDraft MLS de 2008.
Debutó con el Dallas el 26 de junio de 2008 en el empate 1-1 ante el Houston Dynamo. Anotó su primer gol el 20 de junio de 2009 al Columbus Crew.
En julio de 2011 se anunció que Ávila sería enviado a préstamo al Atlas de México, aunque no se llevó a cabo.

### Toronto FC
El 2 de agosto de 2011 fue intercambiado al Toronto FC por Maicon Santos. Cuatro días después debutó por el club canadiense en el empate por 3-3 de visita ante el D.C. United. Anotó su primer gol para el club el 27 de agosto en el empate 1-1 en casa ante San Jose Earthquakes. 

### Chivas USA
Luego de que su contrato con Toronto FC expiró, el 14 de diciembre de 2012 fue seleccionado por el Colorado Rapids en el Re-Entry Draft de la MLS. Al siguiente mes fue intercambiado por Nick Labrocca al Chivas USA. 
El 12 de septiembre de 2014 se dio a conocer que Ávila fue comprado por el Club Santos Laguna por aproximadamente $500,000 y que terminando la temporada 2014 de la Major League Soccer llegaría al equipo mexicano para disputar el Torneo Clausura 2015.

### Orlando City
A pesar de que fue comprado por el Santos, finalmente no lo registró para el Torneo Clausura 2015, por lo que lo prestó al Orlando City Soccer Club.

### Tampa Bay Rowdies
El 26 de febrero de 2016, Ávila se unió al Tampa Bay Rowdies  de la USL.

### Phoenix Rising
Ávila fichó por el Phoenix Rising FC el 28 de abril de 2017.

### Birmingham Legion
El 26 de diciembre de 2018 fichó por el  Birmingham Legion de la USL Championship.

### Retiro
Se retiró en 2021 y comenzó su carrera como entrenador. Su último club como jugador fue el ASC San Diego de la NPSL.

## Selección nacional
Ha sido internacional juvenil por los Estados Unidos en las categorías sub-17 y sub-20.

## Clubes
ref.
| Club                    | País           | Año       | Partidos | Goles |
| ----------------------- | -------------- | --------- | -------- | ----- |
| FC Dallas               | Estados Unidos | 2008-2011 | 70       | 4     |
| Toronto FC              | Canadá         | 2011-2012 | 39       | 2     |
| Chivas USA              | Estados Unidos | 2012-2014 | 59       | 3     |
| Santos Laguna           | México         | 2015      | 0        | 0     |
| Orlando City (préstamo) | Estados Unidos | 2015      | 24       | 1     |
| Tampa Bay Rowdies       | Estados Unidos | 2016      | 32       | 4     |
| Phoenix Rising          | Estados Unidos | 2017      | 13       | 2     |
| ASC San Diego           | Estados Unidos | 2018      | 7        | 1     |
| Las Vegas Lights FC     | Estados Unidos | 2018      | 23       | 0     |
| Birmingham Legion       | Estados Unidos | 2019      | 17       |       |
| San Diego Loyal SC      | Estados Unidos | 2020      |          |       |
| ASC San Diego           | Estados Unidos | 2021      |          |       |